# Beata Umubyeyi Mairesse
Beata Umubyeyi Mairesse, född 1979 i Butare, Rwanda, är en fransk-rwandisk författare, poet och folkmordsöverlevare.

## Biografi

### Uppväxt
Beata Umubyeyi Mairesse är född och uppvuxen i Butare, Rwanda. Hennes far var en vit europé och hennes mor tillhör folkgruppen tutsi. Som liten gick hon i den franska skolan i Butare och lärde sig tala flytande franska. När beväpnade hutuiska milismän knackade på under folkmordet på tutsierna 1994, då hon var 15 år, kunde hon därför rädda livet på sig själv och sin mor genom att låtsas vara fransyska och skrämmas med att den franske presidenten skulle bli arg om de dödade henne. Tillsammans med sin mor flydde hon sedan landet genom att gömma sig i en flyktingkonvoj för barn, organiserad av hjälporganisationen Terre des hommes, vilket hon berättar om i sin självbiografiska essä Le convoi (Flammarion, 2024).
Hon hamnade hos en fosterfamilj i Lille i Frankrike, och hennes mor återvände till Rwanda för att leta efter dödade släktingar och vänner. Efter gymnasiet studerade hon litteratur och statsvetenskap och tog därefter examen i internationellt samarbete och utveckling vid Sorbonneuniversitetet. Hon arbetade sedan för internationella hjälporganisationer samt inom vården, och bor sedan 2007 i Bordeaux.

### Karriär
Beata Umubyeyi Mairesse definierar sig som feminist och skildrar i sina böcker främst kvinnor som på olika sätt lever i folkmordets skugga. I texter och intervjuer har hon kritiserat Frankrikes och västvärldens roll före och under folkmordet, liksom den västerländska mediebilden av det. Som författare presenteras hon gärna som folkmordsöverlevare då hon anser att folkmordet främst har skildrats av europeiska journalister eller av rwandier som själva inte befann sig i landet då det ägde rum Hon citerar Toni Morrisons råd att skriva de böcker som hon skulle vilja läsa men som ännu inte är skrivna.
Beata Umubyeyi Mairesse debuterade som författare 2015 med novellsamling Ejo, ett ord som på kinyarwanda betyder både "i går" och "i morgon". Novellerna utspelar sig före och efter folkmordet och är berättade ur kvinnors och ungdomars perspektiv. 
Ejo följdes av en andra novellsamling, Lézardes (La Cheminante) 2017 samt diktsamlingen Après le progrès (La Cheminante, 2019) .
Med debutromanen Tous tes enfants dispersés (Autrement, 2019) fick hon sitt genombrott. Romanen fick fin kritik i Frankrike  och belönades med bland annat Prix des cinq continents de la francophonie 2020 och Prix des racines et des mots 2020. Sedan dess har romanen översatts till flera språk, däribland engelska, och rosats av bland andra Financial Times och Guardian. 2024 gav Ordfront förlag ut den ut i svensk översättning av Nils Wadström, under titeln Alla dina skingrade barn. Författaren och översättaren nominerades den 23 september till Kulturhuset Stadsteaterns internationella litteraturpris 2024.
Alla dina skingrade barn berättar delvis i brevform om en familj som har splittrats av folkmordet. Den avhandlar teman som moderskap, kvinnors roll som kulturbärare, överföring av tradition och kultur mellan generationer, rasism och kulturell identitet . Själva folkmordet skildras ur ögonen på en kvinna som gömmer sig i en källare samt hennes son, som är tutsi via henne och hutu på sin fars sida, och som ansluter sig till tutsiernas armé för att driva ut den hutuiska milisen och armén ur landet.
Hennes andra roman, Consolée, gavs ut på Autrement 2022 och handlar om en rwandisk kvinna som när hon var liten togs från sin svarta mor för att uppfostras av belgiska nunnor, eftersom hennes far var en vit europé. Berättelsen bygger på vittnesmål från kvinnor som hamnade på l’Institut pour enfants mulâtres de Save ["Institutet för mulattkvinnor i Save"] under det belgiska kolonialväldet. Romanen belönades med Prix Kourouma.
2024 publicerades hennes självbiografiska essä Le convoi (Flammarion) som skildrar flykten från Rwanda. I boken berättar hon om sitt detektivarbete med att spåra flyktingbarnen från den konvoj som hon själv flydde med 1994, samt reflekterar över Frankrikes och västs roll i folkmordet och den förenklade bild som hon anser att västerländska medier gett av folkmordet.  Le convoi fick ett positivt mottagande av den franska kritikerkåren  och belönades med Prix Essai France Télévisions och Grand prix de l'héroïne Madame Figaro. 
Samma år kom diktsamlingen Culbuter le malheur på det fransk-kanadensiska förlaget Mémoire d’encrier.
Beata Umubyeyi Mairesse höll öppningsanförandet på Berlins 24:e internationella litteraturfestival 2024.

### Novellsamlingar
- Ejo, La Cheminante, 2015
- Lézardes, La Cheminante, 2017
- Ejo - Lézardes et autres nouvelles, Autrement, 2020 [35]

### Romaner
- Tous tes enfants dispersés, Autrement, 2019 [36] (pocket, J'ai lu, 2021)[37]; Svensk översättning: Alla dina skingrade barn, Ordfront förlag, 2024, översatt av Nils Wadström, ISBN 9789177753803
- Consolée, Autrement, 2022[38]  (pocket, J'ai lu, 2024)

### Poesi
- Après le progrès, La Cheminante, 2019
- Culbuter le malheur, Mémoire d'encrier, 2024

### Sakprosa
- Le convoi, Flammarion, 2024

### Barnböcker
- Peau d'épice, Gallimard Jeunesse, 2023

## Utmärkelser
- 2016 : Prix François Augiéras[39] för Ejo
- 2017 : Prix du livre Ailleurs[40] för Ejo
- 2019 : Prix La Boétie[41] för Lézardes
- 2020 : Prix des cinq continents de la francophonie för Tous tes enfants dispersés
- 2020 : Prix Des racines et des mots[42] för Tous tes enfants dispersés
- 2020 : Prix Éthiophile för Tous tes enfants dispersés
- 2021 : Prix Richellieu för Tous tes enfants dispersés
- 2023 : Prix Kourouma för Consolée[43]
- 2023 : Prix Livres en boîte för Consolée
- 2024 : Prix Essai France Télévisions för Le convoi
- 2024 : Grand prix de l'héroïne Madame Figaro för Le convoi